# Elektroretinogramm
Das Elektroretinogramm (ERG, Elektroretinographie) ist ein diagnostisches Verfahren zur Untersuchung der Netzhautfunktion. Dabei werden Lichtreize appliziert und die darauf von der Netzhaut gebildeten elektrischen Potenziale mittels mehrerer Elektroden aufgezeichnet. Diese Potenziale spiegeln die elektrische Aktivität der Zapfen und Stäbchen sowie der Bipolarzellen wider. Es wird zwischen skotopischen (dunkeladaptierten) und photopischen (helladaptierten) Bedingungen unterschieden. Bei skotopischen Bedingungen werden hauptsächlich die Stäbchen, bei photopischen Bedingungen die Zapfen getestet. Die Untersuchung wird z. B. im Rahmen von Verlaufskontrollen der Retinopathia pigmentosa eingesetzt.
Beim Ganzfeld-Elektroretinogramm bleiben Störungen, die nur die Makula betreffen meist verborgen, weswegen bei Verdacht auf Störung des zentralen Gesichtsfeldes das Multifokal-Elektroretinogramm (mfERG) Anwendung findet. Hierbei werden dem Patienten sich verändernde Lichtreize für bestimmte Areale der Netzhaut angeboten und die Antwortkurve für jedes Netzhautareal separat berechnet.
In der Zoologie, speziell in der Sinnesphysiologie der Tiere, wird das Elektroretinogramm zur Untersuchung der Augen von Wirbeltieren und Wirbellosen genutzt.